# Phalanger lullulae
Il cusco di Woodlark (Phalanger lullulae Thomas, 1896) è un marsupiale arboricolo della famiglia dei Falangeridi.

## Descrizione
Il cusco di Woodlark misura, coda compresa, 63,8-71,7 cm e pesa 1,5-2 kg; le femmine sono un po' più grandi dei maschi. Ha un pelame breve e lanoso dalla colorazione caratteristica: la regione dorsale presenta macchie irregolari di colore bruno-marmorizzato, ocra e bianco, mentre quella ventrale è bianca con alcune macchie irregolari scure. La colorazione varia da un esemplare all'altro: alcuni sono prevalentemente scuri con alcune macchie più chiare, altri sono quasi completamente chiari con alcune piccole macchie più scure. La pelle facciale è nera e il rinario è rosa. Come tutti i cuschi, ha coda prensile glabra nella parte terminale e due dita opponibili su tutti e quattro gli arti.

## Biologia
È una specie solitaria e arboricola, che trascorre le ore diurne nascosta tra le epifite o nelle cavità degli alberi, per uscire allo scoperto durante la notte per nutrirsi del suo cibo prefetito, il nettare di alcune specie di piante rampicanti e dell'albero Rhus taitensis, che crescono anche in prossimità dei centri abitati. La femmina dà alla luce un unico piccolo.
È l'unico mammifero di grandi dimensioni delle isole in cui vive e non ha predatori, eccetto l'uomo.

## Distribuzione e habitat
Il cusco di Woodlark è presente solamente sull'isola di Woodlark, appartenente alla provincia papua di Milne Bay, e sulla vicina isola di Alcester, distante 70 km a sud, dove forse è stato introdotto dall'uomo. Popola le foreste pluviali dal livello del mare fino a 410 m di quota.
Questa specie è stata a lungo considerata una sottospecie del cusco comune settentrionale (P. orientalis), dal quale probabilmente discende. Essendo rimasta a lungo separata dai suoi cugini della terraferma, tuttavia, si è evoluta fino a diventare una specie a parte.

## Conservazione
La specie viene cacciata solo molto di rado, ed è ancora abbastanza numerosa, soprattutto a Woodlark, ma dal momento che occupa un areale ridotto la IUCN la classifica tra le specie in pericolo (Endangered).